# Moulin de l'Amour
Le moulin de l'Amour est construit en 1191 dans un lieu proche de ce qui est maintenant le 26-28 avenue du Général-Leclerc. Il a appartenu notamment à la paroisse de Saint Jacques du Haut-Pas. Il est détruit en 1916,.

## Localisation
Le moulin était situé sur une butte au bord de la chaussée d'Orléans (ancien nom de l'avenue du Général-Leclerc). Il se trouvait à Montrouge, dans le quartier du Petit-Montrouge. Ce quartier est annexé à Paris en 1860.

## Description
Avant sa démolition, il fut noté que le moulin était bâti sur une plateforme de 23 mètres de diamètre et surélevée de 1,90 mètres par rapport aux terrains environnants. La tour mesurait 7,40 mètres de diamètre. Le fût cylindrique faisait 7,10 mètres de haut. Le toit conique en ardoise mesurait seul 3,90 mètres de haut. Un plancher de type Louis XIII est découvert lors de la démolition, entre le premier et le deuxième étage. À sa démolition, un bâtiment annexe se tenait contre le moulin, bâtisse datant du XVIIIe siècle.
Un système de tunnels souterrains existait sous la butte sur laquelle s'érigeait le moulin, ou un ensemble de caves.

## Historique
En 1191, le moulin est construit.
Il dépendait du prieuré de Notre-Dame-des-Champs.
Au printemps 1360, le roi d'Angleterre Édouard III fait le siège de Paris. Montrouge est occupé et le moulin subit son premier incendie.
En 1569, c'est aux troupes  de l'Empire germanique de mettre le feu au moulin.
Entre 1590 et 1693, lors du siège de Paris par Henri IV, le moulin subit son troisième incendie.
Les plans du XVIIIe siècle (dont la Carte des Chasses Impériales) font état de deux moulins frères, et pas seulement le moulin de l'Amour.
En 1714, le moulin est cédé à la fabrique paroissiale de Saint-Jacques-Haut-Pas et devient le moulin-de-Saint-Jacques, puis redevient le moulin de l'Amour dans les archives à partir des années 1760. En 1776, le moulin est démantelé et reconverti en maison d'habitation. Fréron en fait sa demeure vers 1786 et le baptise « Fantaisie ».
Le moulin devient bien national en 1790.
On le connaît aussi sous les noms « moulin de Saint-Jacques » et « moulin Pavé ». C’est quand il est transformé en guinguette qu’il prend le nom de « moulin d’Amour ».
Sur la fin, il devient un atelier de photographie. Il est détruit en 1916. Une piscine est construite à la place en réutilisant les fondations du moulin.